# A Life Less Ordinary
A Life Less Ordinary (Una historia diferente en España o Vida sin reglas en Hispanoamérica) es una película de 1997 dirigida por Danny Boyle, escrita por John Hodge. Es protagonizada por Cameron Diaz, Ewan McGregor, Holly Hunter y Delroy Lindo.

## Sinopsis
Un hombre que limpia en Los Ángeles toma como rehén a la hija de su jefe tras ser despedido y reemplazado por un robot. Dos "ángeles" que están a cargo de las relaciones humanas en la Tierra ofrecen ayuda no solicitada para esta pareja.

## Reparto
| Actor              | Personaje      |
| ------------------ | -------------- |
| Cameron Diaz       | Celine Naville |
| Ewan McGregor      | Robert Lewis   |
| Holly Hunter       | O'Reilly       |
| Delroy Lindo       | Jackson        |
| Ian Holm           | Naville        |
| Stanley Tucci      | Elliot         |
| Dan Hedaya         | Gabriel        |
| Maury Chaykin      | Tod Johnson    |
| Tony Shalhoub      | Al             |
| Ian McNeice        | Mayhew         |
| Christopher Gorham | Walt           |
| Timothy Olyphant   | Hiker          |